# Octavio Martínez, "Nacional"
Octavio Martínez Fernández, "Nacional" fue un torero español nacido en Almería (Comunidad Autónoma de Andalucía, España) el 27 de marzo de 1927.

## Biografía
Se vistió por primera vez de luces el 1 de junio de 1946 en Arévalo. El 10 de marzo del año siguiente salió de espontáneo en la Plaza de Toros de Las Ventas de Madrid, donde se presenta finalmente el 20 de marzo de 1949 junto a Alejandro García y José Calabuig, toreando con éxito novillos de Arcadio Albarrán.
Toma la alternativa el 8 de mayo de 1952 en la Plaza de Toros de Vista Alegre de Madrid, con el mexicano Cañitas como padrino y el Niño de la Palma (hijo) como testigo. Los toros fueron de Muriel. Se confirma en Las Ventas el 25 de julio de 1953 con Luis Mata como padrino y Jaime Malaver como testigo. Los toros fueron de Atanasio Fernández.
Ejerció además como testigo en la alternativa de Gitanillo de Triana Chico, el 10 de agosto de 1952 en Vista Alegre
Retirado ya, promovió en 1970 la inauguración de la Plaza de Toros de Las Palmas de Gran Canaria, que contó con un concurrencia de 14.000 espectadores.